# Уистан (муниципалитет)
Уиста́н (исп. Huixtán) — муниципалитет в Мексике, штат Чьяпас, с административным центром в одноимённом посёлке. Численность населения, по данным переписи 2020 года, составила 22 975 человек.

## Общие сведения
Название Huixtán с языка науатль можно перевести как — место, где много шипов.
Площадь муниципалитета равна 310,8 км², что составляет 0,4 % от площади штата, а наиболее высоко расположенное поселение Монте-Бонито, находится на высоте 2479 метров.
Он граничит с другими муниципалитетами Чьяпаса: на севере с Тенехапой и Осчуком, на юго-востоке с Чаналем, на юге с Теопиской, и на западе с Сан-Кристобаль-де-лас-Касасом.

## Учреждение и состав
Муниципалитет был образован 22 ноября 1922 года, по данным 2020 года в его состав входит 66 населённых пунктов, самые крупные из которых:
| Код INEGI                  | Населённый пункт                                                                           | Численность населения (2005 год) | Численность населения (2010 год) | Численность населения (2020 год) |
| -------------------------- | ------------------------------------------------------------------------------------------ | -------------------------------- | -------------------------------- | -------------------------------- |
| 038                        | Всего                                                                                      | 19018                            | 21507                            | 22975                            |
| 0001                       | Уистан (исп. Huixtán) 16°42′44″ с. ш. 92°27′17″ з. д. (административный центр)             | 1546                             | 1716                             | 1901                             |
| 0003                       | Кармен-Яльчуч (исп. Carmen Yalchuch) 16°38′45″ с. ш. 92°21′46″ з. д.                       | 942                              | 1124                             | 1275                             |
| 0020                       | Лос-Посос (исп. Los Pozos) 16°39′07″ с. ш. 92°24′10″ з. д.                                 | 1117                             | 1436                             | 1271                             |
| 0031                       | Сан-Педро-Педерналь (исп. San Pedro Pedernal) 16°39′46″ с. ш. 92°19′21″ з. д.              | 719                              | 942                              | 1130                             |
| 0027                       | Сан-Грегорио-де-лас-Касас (исп. San Gregorio de las Casas) 16°41′18″ с. ш. 92°23′06″ з. д. | 767                              | 920                              | 1121                             |
| 0023                       | Сан-Андрес-Пуэрто-Рико (исп. San Andrés Puerto Rico) 16°41′59″ с. ш. 92°24′09″ з. д.       | 764                              | 925                              | 1002                             |
| 0014                       | Ла-Либертад (исп. La Libertad) 16°42′56″ с. ш. 92°21′07″ з. д.                             | 632                              | 802                              | 968                              |
| 0010                       | Эспуило (исп. Eshpuilho) 16°42′38″ с. ш. 92°28′24″ з. д.                                   | 720                              | 795                              | 952                              |
| 0017                       | Окем (исп. Oquem) 16°43′26″ с. ш. 92°28′44″ з. д.                                          | 687                              | 793                              | 911                              |
| —                          | Прочие                                                                                     | 11124                            | 12054                            | 12444                            |
| Названия на карте Генштаба |                                                                                            |                                  |                                  |                                  |

## Экономическая деятельность
По статистическим данным 2000 года, работоспособное население занято по секторам экономики в следующих пропорциях:
- сельское хозяйство и скотоводство — 83,9 % ;
- промышленность и строительство — 7,9 %;
- торговля, сферы услуг и туризма — 6,6 %;
- безработные — 1,6 %.

### Сельское хозяйство
Основными выращиваемыми культурами являются: кукуруза, фасоль и некоторые фрукты.

### Животноводство
В муниципалитете разводится крупный рогатый скот, овцы, козы и домашняя птица.

### Лесное хозяйство
В муниципалитете производится заготовка древесины: сосны, дуба, сейбы и энтеролобиума.

## Инфраструктура
По статистическим данным 2020 года, инфраструктура развита следующим образом:
- электрификация: 96,9 %;
- водоснабжение: 20,2 %;
- водоотведение: 71,3 %.

## Туризм
Основные достопримечательности:
- Архитектурные: приходская церковь и здание администрации, построенные в XVIII веке.
- Природные: горные ландшафты и реки.